# خسوس ایمز
خسوس ایمز (انگلیسی: Jesús Imaz؛ زادهٔ ۲۶ سپتامبر ۱۹۹۰) بازیکن فوتبال اهل اسپانیا است.
از باشگاه‌هایی که در آن بازی کرده‌است می‌توان به باشگاه فوتبال ویسوا کراکوف اشاره کرد.